# بو ليفي ميتشيل
بو ليفي ميتشيل (بالإنجليزية: Bo Levi Mitchell)‏ هو لاعب كرة القدم الكندية أمريكي، ولد في 3 مارس 1990 في كاتي في الولايات المتحدة.